# Гиллис, Данкан
Данкан Гиллис (англ. Duncan Gillis; 3 января 1883, Мабу, Новая Шотландия — 2 мая 1963, Ванкувер, Британская Колумбия) — канадский легкоатлет, выступавший в метании молота и диска; борец. Серебряный призёр летних Олимпийских игр 1912 года.

## Биография
Данкан Гиллис родился 3 января 1883 года в канадском посёлке Мабу.
Стал известен как метатель молота и диска в родной провинции Новая Шотландия, после чего в 1904 году перебрался в Ванкувер, где стал офицером полиции. Выступая за клуб Ванкувера, выигрывал любительские турниры в Канаде и США.
Газета «Нью-Йорк Таймс» в преддверии летних Олимпийских игр 1912 года назвала Гиллиса в числе спортсменов, за которым стоит следить на соревнованиях — в этом списке он стал единственным канадцем.
В 1912 году вошёл в состав сборной Канады на летних Олимпийских играх в Стокгольме. В метании молота завоевал серебряную медаль, показав результат 47,24 метра и уступив 6,50 метра завоевавшему золото Мэтту Макграту из США. В метании диска занял 14-е место с результатом 39,01 метра, уступив 6,20 метра завоевавшему золото Армасу Тайпале из Финляндии. Был знаменосцем сборной Канады на церемонии открытия Олимпиады — эту честь ему доверили благодаря упомянутой статье в «Нью-Йорк Таймс».
После Олимпийских игр оставил лёгкую атлетику и стал борцом. В 1913 году стал чемпионом Канады среди любителей в супертяжёлом весе и в 1914 году перешёл в профессионалы.
Умер 2 мая 1963 года в Ванкувере.

## Личные рекорды
- Метание диска — 43,24 (1910)[1]
- Метание молота — 51,20 (1912)[1]

## Память
Введён в Залы спортивной славы Британской Колумбии (1967), Кейп-Бретона (1997) и Новой Шотландии (1999).